# 安图舍沃农村居民点
安图舍沃农村居民点（俄语：Антушевское сельское поселение）是俄罗斯联邦沃洛格达州别洛泽尔斯克区所属的一个农村居民点。其下辖有52个居民点，行政中心为安图舍沃。据2015年统计，该农村居民点的人口为663人。